# Brignoliella leletina
Brignoliella leletina är en spindelart som beskrevs av Bourne 1980. Brignoliella leletina ingår i släktet Brignoliella och familjen Tetrablemmidae. Inga underarter finns listade.